# Jamesbrittenia lyperioides
Jamesbrittenia lyperioides là một loài thực vật có hoa trong họ Huyền sâm. Loài này được (Engl.) Hilliard mô tả khoa học đầu tiên năm 1992.